# 위안밍위안역
위안밍위안역(중국어: 圆明园站)은 중국 베이징시 하이뎬구 칭룽차오 가도 칭화 서로 정각사 남쪽에 위치한 베이징 지하철 4호선의 지하철역이다. 역명은 북쪽의 인접한 원명원 유적공원(圆明园遗址公园)에서 따왔다. 본역은 2009년 9월 28일 4호선이 개통됨에 따라 정식으로 운영에 들어갔다.

## 위치
위안밍위안역은 원명원 유적공원 남문 서남쪽, 정각사(正觉寺) 문앞, 남쪽으로는 베이징 대학과 인접해 있으며, 칭화 서로를 따라 동서방향으로 배치되어 있다.

## 역 구조

### 층별 구조
위안밍위안역은 총 지하 2층으로 설계되었으며, 지하 1층은 통합 대합실, 지하 2층에는 섬식 승강장으로 이루어졌다.
| 지면층   | 지면                            | A-D출구                                                                   |
| 지하 1층 | 대합실                          | 문의/매표소, 자동발매기, 자동조회기 이카통 충전, 현금자동입출금기, 경무실 |
| 지하 2층 | ←                               | ■ 4호선 안허차오베이 방면(시위안)                                         |
| 지하 2층 | 섬식 승강장, 왼쪽 출입문이 열림 |                                                                           |
| 지하 2층 | →                               | ■ 4호선 톈궁위안 방면 (다싱선)(베이징 대학 동문)                          |

### 대합실
위안밍위안역 대합실은 지하 1층에 위치하고 있으며, 운임 구역은 대합실 북쪽에 배치되어 있다. 본역의 서비스센터 및 진입개집표기는 대합실 중남부(C출구 통로 반대편)에 있으며, 진출개집표기는 대합실 서북부와 동북부에 위치하고 있다.

### 승강장
위안밍위안역은 칭화 서로 지하에 1개의 섬식 승강장을 갖추고 있다. 승강장 중앙에는 승강장 층으로 이어지는 엘리베이터가 설치되어 있고, 계단과 상행 에스컬레이터는 승강장 양 끝에 있다. 본역의 공중 화장실은 승강장 서단에 위치해 있다.

### 출구
위안밍위안역은 3개의 출구가 있다.: A서북, B동북, C동남. 동북 출구는 원명원 유적지 공원 정문에서 가장 가깝다. 각 출구에는 출구 주변에 건물 및 시설 목록을 보여주는 안내판이 설치되어있다.
|                         |           | |
| 출구                    | 지시      | 출구 인근 |
| 出口 · A                | 칭화 서로 | 칭화 서로(북측), 베이징 101중학, 이허위안로 동구, 칭룽교, 복연문(福缘门)                                                                                       |
| 出口 · B                | 칭화 서로 | 칭화 서로(북측), 원명원 유적공원, 칭화 대학, 칭화 대학 서문, 수광 과학원, 위안밍위안 파출소                                                                    |
| 出口 · C                | 칭화 서로 | 칭화 서로(남측), 베이징 대학, 베이징 대학 서문, 베이징 대학 교육기금회, 베이징 대학 병원, 베이징 대학 과학기술원, 베이징 대학 보야 국제호텔, 화텅 과학기술빌딩 |
| 아이콘 설명: 엘리베이터 |           | |

### 장식물
위안밍위안역(원명원역)은 4호선의 주요역으로, 내부 장식은 인접한 원명원 유적 공원의 지역 특성을 반영하여, 대합실 북쪽 벽에는 원명원의 대수법(大水法) 유적을 표현한 석재부조를 문화벽화로 사용하였다. 승강장의 기둥에는 결여된 형태의 벽돌이 장식되어 있다.
- 승강장의 기둥에 장식된 “파쇄결손(破碎残缺)” 모양의 벽돌
- 승강장 기둥 장식 (2016년 3월)

## 연결 교통
본역에서 가장 가까운 버스정류장은 위안밍위안 남문(圆明园南门)으로, 본역 B출구 동쪽, 위안밍위안 남문 남쪽에 위치하고 있다.